# 위석

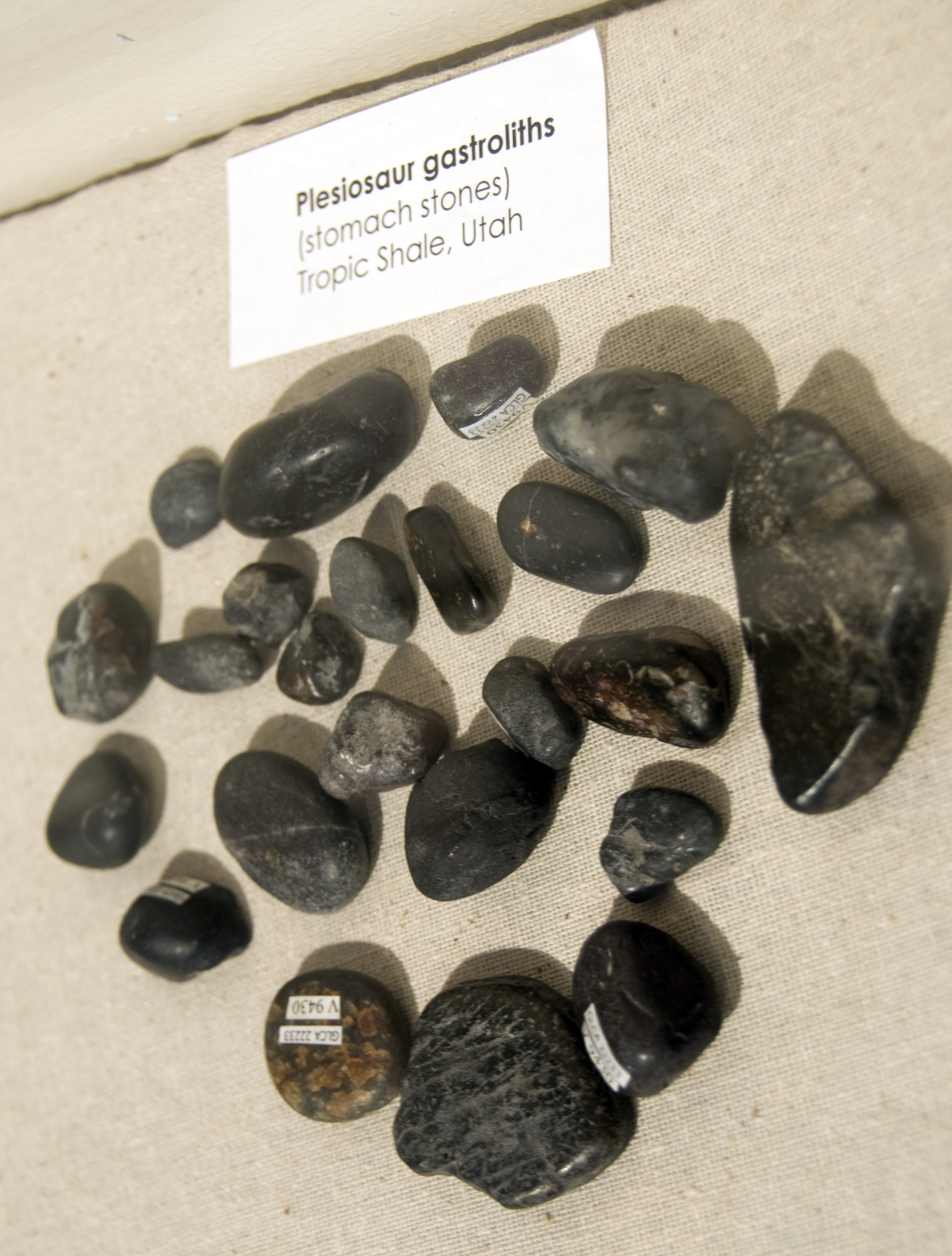
트로픽 셰일에서 발견된 수장룡의 위석

위석(胃石; gastrolith)은 모래주머니 돌이라고도 하며 소화계통 내부에 머무는 암석을 말한다. 위석은 근육으로 된 모래주머니 안에 위치하며 씹는 이빨을 가지고 있지 않은 동물에서 음식을 잘게 부수는 데 사용된다. 알갱이 크기는 동물의 크기와 소화에서 위석이 하는 역할에 따라 달라진다. 위석을 밸러스트로 사용하는 종들도 있다. 알갱이 크기는 모래에서부터 큰 자갈까지 다양하다.

## 어원
위석(Gastrolith)은 위를 뜻하는 그리스어 가스트로(gastro)와 돌을 뜻하는 그리스어 리토스(lithos)를 조합한 단어이다.

## 위석을 가지는 동물들

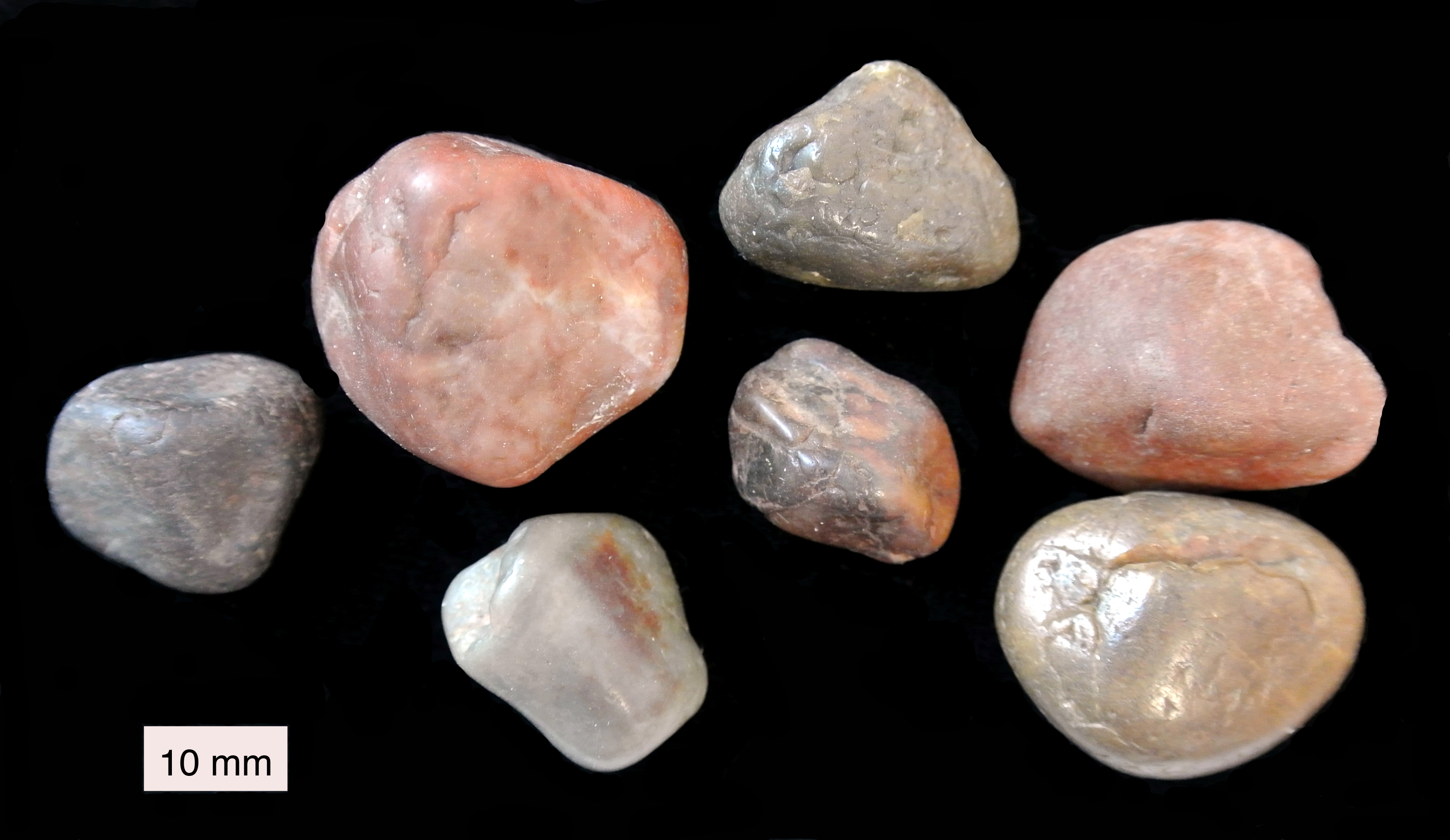
유타주 스타 스프링스 부근의 쥐라기 지층에서 발견된 위석.

현생 척추동물들 중에서 악어, 초식성 조류, 물범, 그리고 바다사자 등에 위석을 가지고 있는 종류들이 많다. 가축화된 가금류는 주위에 모래를 필요로 한다. 타조가 삼키는 돌의 크기는 때로 10cm를 넘기도 한다.
용각류 공룡과 같은 멸종한 동물들도 질긴 식물을 부수기 위해 돌을 이용했던 것으로 보인다. 수각류 공룡 화석과 함께 위석이 발견된 경우는 매우 드물며 수각류 공룡들이 음식을 분쇄하기 위해 돌을 이용했던 것 같지는 않다. 드문 예 중 하나는 중국 북동부 백악기 초기의 수각류 카우딥테릭스(Caudipteryx zoui)로 위석으로 해석되는 일련의 작은 돌들이 위장이라고 생각되는 위치에서 발견되었다. 카우딥테릭스를 수각류로 해석하는 것에는 논란의 여지가 있는데, 일부의 학자들은 카우딥테릭스를 날지 못하는 원시조류로 보기 대문이다. 플레시오사우루스 같은 수생동물들은 위석을 몸의 균형을 잡거나 부력을 줄이기 위해 악어들이 그러는 것처럼 위석을 밸러스트로 사용했을 수 있다. 화석으로 발견되는 일부 위석은 둥글고 연마된 상태이나 현생 조류에서 발견되는 위석은 연마된 흔적이 전혀 없다. 공룡에서 발견되는 위석은 무게가 수 킬로그램에 이르기도 한다.

## 발견의 역사
1906년 조지 레버 웨일랜드가 닳고 연마된 석영 자갈이 플레시오사우루스와 용각류 공룡과 함께 발견된 것을 보고하고 이 돌을 위석으로 해석하였다. 1907년에 바넘 브라운이 오리주둥이 공룡 하드로사우루스류인 클라오사우루스(Claosaurus)와 자갈이 함께 있는 것을 발견하고 역시 위석으로 해석하였다. 브라운은 공룡이 소화계에서 위석을 이용하여 음식을 분쇄했다는 것을 인지한 최초의 고생물학자들 중 한 명이었다. 하지만 이 해석은 시간이 지남에 따라 설득력이 떨어지는 것으로 다른 고생물학자들에 의해 간주되었다. 1932년에 프리드리히 폰 훼네가 트라이아스기 후기의 퇴적물에서 전용각류(prosauropod)인 셀로사우루스(Sellosaurus)와 함께 돌이 발견된 것을 보고 위석으로 해석하였다. 1934년에 와이오밍 북서부의 화석산지인 호위 채석장(Howe Quarry)에서 공룡 뼈와 함께 위석이 발견되었다. 1942년에 윌리엄 리 스토크스는 쥐라기 후기 지층에서 용각류 공룡의 화석과 함께 위석이 있는 것을 인지하였다.

## 감정(Identification)

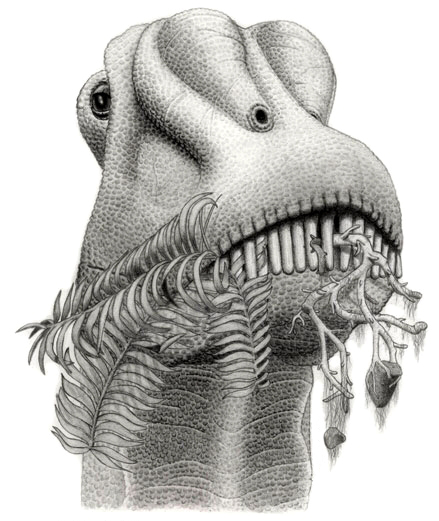
디플로도쿠스과의 공룡이 식물과 그 뿌리에 얽힌 돌을 함께 섭취하고 있다

보통 돌이 공룡의 소화를 돕기 위해 사용되었다는 것을 받아들이기 위해서는 여러 측면의 증거가 필요하다. 첫번째, 그 돌이 지질학적으로 가까운 곳에서 볼 수 있는 돌과는 달라야 한다. 두번째, 공룡의 모래주머니 안에서 위석이 정말로 다른 돌들과 함께 섬유질을 분쇄하는 데 쓰였다면 그 과정에서 돌이 닳아서 둥근 모양을 가지고 표면이 연마되어 있어야 한다. 마지막으로, 돌이 그 돌을 삼킴 공룡 화석과 같이 발견되어야 한다. 위석 감정에 문제가 되는 부분은 마지막 항목이다. 매끈한 돌이 아무런 문맥 없이 발견되었다면 그저 물이나 바람에 의해 연마되었다고 (종종 부정확하게) 생각될 수 있기 때문이다. 크리스토퍼 H. 휘틀 (1988, 9) 은 위석의 마모 패턴에 대한 주사전자현미경 분석을 선구적으로 수행했다. 윙스는 2003년 타조가 죽은지 며칠 이내에라도 수중 환경에 퇴적되게 되면 타조의 위석이 골격 바깥에서 발견될 수 있다는 것을 알아냈다. 윙스는 조류의 뼈에 공기가 차 있기 때문에 물 속에 잠긴 시체가 물에 떠서 움직이는 동안 위석이 몸에서 빠져나올 수 있기 때문에 이 사실이 (아마도 모아를 제외하면) 모든 조류에게 적용될 수 있다고 결론내렸다.
위석은 강가나 해변에서 찾을 수 있는 둥근 돌과는 몇 가지 측면에서 구분될 수 있다. 위석은 동물의 이빨이 닳는 것과 비슷하게 높이 솟은 표면은 매끈하게 연마되어 있는 반면 움푹 들어간 곳은 거의 연마되지 않는다. 강가나 해변에서 보는 돌은 특히 고에너지 환경에서는 높이 솟은 표면에 작은 구멍이나 금이 가 있고 덜 연마되어 있다. 마지막으로 매끈하게 연마된 위석은 현미경으로 보면 머리카락 같이 가늘고 긴  긁힌 자국이 있는데, 아마도 이런 자국은 최근에 삼킨 돌의 날카로운 모서리와 접촉해 생겼을 것이다. 대부분의 위석은 동물이 죽었을 때 흩어지고 강물이나 해변 환경으로 이동할 수 있기 때문에 어떤 위석은 앞에 설명한 것과 같은 마모의 특징을 뒤섞어 보여주는 경우가 있다.  다른 위석은 다른 공룡들이 다시 삼켜 위석으로 사용했을 수 있으며 아주 매끈하게 연마된 위석은 아마 여러 차례 반복하여 삼켜졌을 것이다.
2001년에 케다로사우루스(Cedarosaurus)의 위석 연구에서 조사한 위석들 중 어느 것도 위석을 다른 돌들과 구분하기 위해 흔히 사용되는 "매끈한"(soapy) 조직을 가지고 있지 않았다.연구자들은 위석을 구분하기 위한 기준으로 매끈한 표면을 이용하는 것이 "부정확하다"고 결론내렸다. 위석은 전반적으로 칙칙한 색깔을 가지는 경향이 있지만, 검은색, 짙은 갈색, 보라빛을 띄는 붉은색, 그리고 청회색 등 다양한 색깔을 보이기도 한다.반사율은 50% 이상으로 위석을 감정하는 데 매우 유용하다.해변이나 강가의 자갈들은 보통 35% 미만의 반사율을 가지며 해변 자갈의 10% 이하만이 50%에서 80% 의 반사율을 가진다.

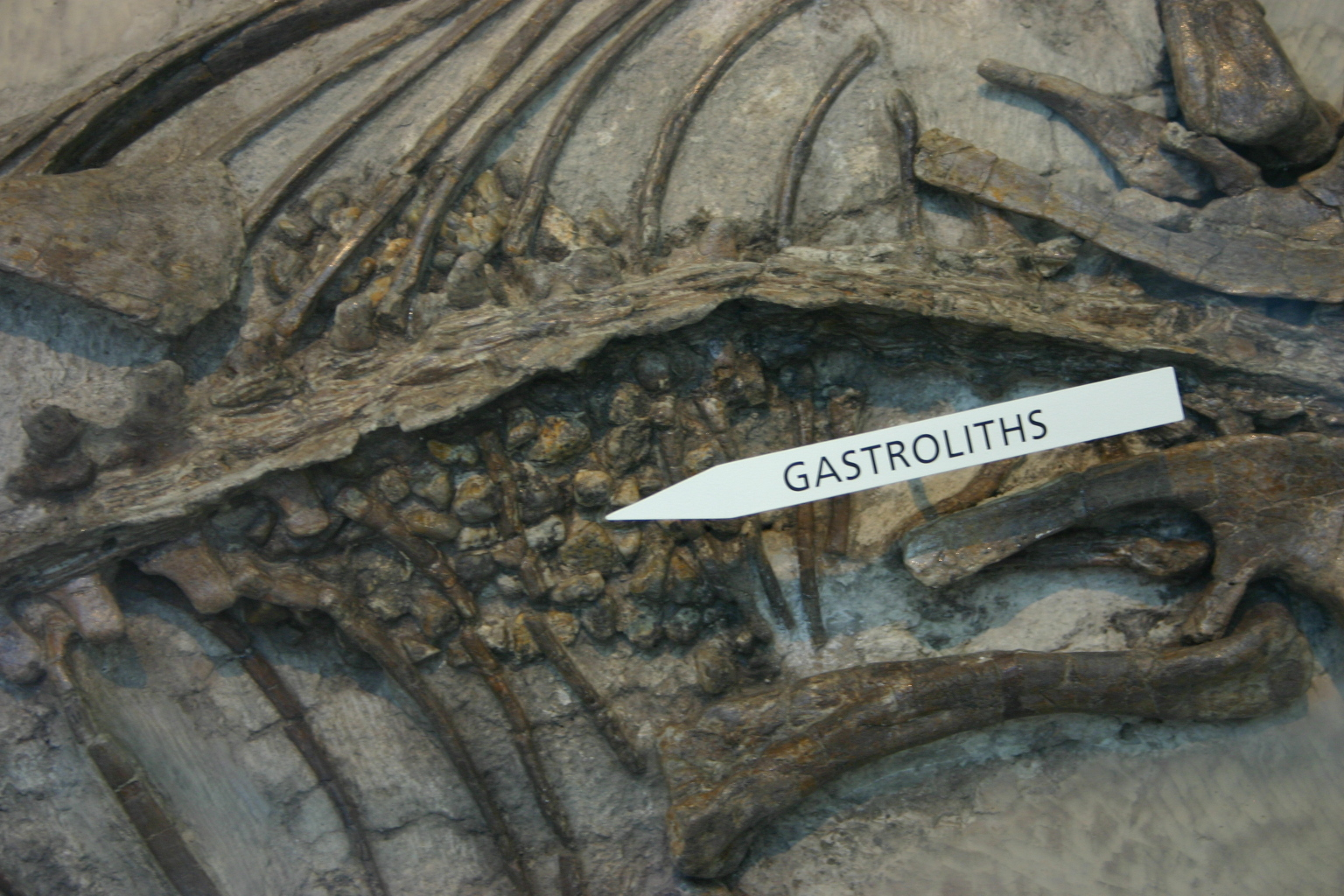
프시타코사우루스 화석과 위장 부근에서 발견된 위석. 미국 자연사 박물관

미국 자연사 박물관 사진 # 311488 은 몽골리아의 백악기 하부 지층 온다이 사이르 층에서 발견된 프시타코사우루스 몽골리엔시스의 완전한 골격과 흉곽 안, 어깨와 엉덩이 중간쯤에 보존된 40여 개의 위석을 보여준다.

## 지질학적 분포

### 쥐라기
위석은 때로 "모리슨 돌"이라고 불리기도 하는데 쥐라기 후기, 약 1억 5000만 년 전의 지층인 모리슨층 (콜로라도 주 덴버 시 서쪽의 마을 모리슨에서 이름을 따왔다)에서 자주 발견되기 때문이다.어떤 위석은 규화목으로 만들어지기도 했다. 용각류 위석이 보존된 경우는 대개 쥐라기의 것이다.

### 백악기
유타 주 중부 백악기 전기의 세다 마운틴 층에는 잘 연마된 붉고 검은 처트가 많은데 이 중 일부는 위석일 가능성이 있다. 재미있게도 처트에도 산호와 같은 고대의 동물 화석이 포함되어 있을 수 있다. 이 돌들은 강물로 인한 퇴적물과 연관되어 있지 않은 것으로 보이며 주먹보다 큰 것이 없어서 위석일 가능성을 높여주고 있다.

## 용각류의 위석
용각류 위석이 보존된 경우는 대개 쥐라기의 것이다. 용각류 골격과 함께 발견된 가장 큰 위석은 약 10cm 정도 길이이다.

## 이동
고생물학자들은 위석이 제공해줄 수 있는 중요한 정보때문에 동물의 유해와 떨어져 발견된 위석을 감정할 수 있는 새로운 방법론을 연구하고 있다. 만일 이런 위석을 분명히 판별할 수 있다면 위석의 원산지까지 추적할 수 있게 될 것이다. 그렇게 되면 공룡들이 어떻게 이동했는지에 대한 중요한 정보를 제공해 줄 수 있다. 위석으로 추정되는 돌들의 수가 많기 때문에 공룡의 행동과 삶에 중요한 새 통찰을 가져다 줄 수 있다.

## 같이 보기
- 결석 (의학)
- 분화석

## 참고 문헌
- Darby, D.G. and Ojakangas, J. (1980). Gastroliths from an Upper Cretaceous Plesiosaur. J. of Paleontology 54:3
- Whittle, C. (1989). On the Origins of Gastroliths: Determining the Weathering Environment of Rounded and Polished Stones by Scanning Electron Microscope Analysis. Geological Society of America Bulletin 51:5.
- Whittle, C. (1988). On the Origins of Gastroliths. Journal of Vertebrate Paleontology, Supplement to 3:28.
- Wings, Oliver (2003): Observations on the Release of Gastroliths from Ostrich Chick Carcasses in Terrestrial and Aquatic Environments. Journal of Taphonomy 1(2): 97-103. PDF fulltext 보관됨 2012-02-07 - 웨이백 머신
- Wings, Oliver (2004): Identification, distribution, and function of gastroliths in dinosaurs and extant birds with emphasis on ostriches (Struthio camelus). Ph.D. Thesis, The University of Bonn, Bonn, Germany, 187 pp. URN: urn:nbn:de:hbz:5N-04626 PDF fulltext
- Wings, Oliver (2007): A review of gastrolith function with implications for fossil vertebrates and a revised classification. Acta Palaeontologica Polonica 52(1): 1-16. PDF fulltext 보관됨 2008-03-07 - 웨이백 머신
- Wings, Oliver & Sander, P.M. (2007): No gastric mill in sauropod dinosaurs: new evidence from analysis of gastrolith mass and function in ostriches. Proc. R. Soc. B 274(1610): 635–640. doi:10.1098/rspb.2006.3763 PMID 17254987 PDF fulltext[깨진 링크(과거 내용 찾기)]
- Stokes, W. L. 1987. Dinosaur gastroliths revisited. Journal of Paleontology 61: 1242–1246.